# Фрейк-Уотерфилд, Рис
Рис Фрейк-Уо́терфилд (англ. Rhys Frake-Waterfield; род. в 1991—1992) — британский кинорежиссёр, кинопродюсер, сценарист и монтажёр. Известен как создатель независимых фильмов ужасов «Винни-Пух: Кровь и мёд» и «Винни-Пух: Кровь и мёд 2». «Кровь и мёд» — первый фильм в его карьере, получивший кинотеатральный прокат, а также первый фильм его продюсерской компании Jagged Edge Productions.

## Ранняя жизнь
Фрейк-Уотерфилд — уроженец Эссекса. Учился в Эссекском университете.

## Карьера
В 2021 году Рис Фрейк-Уотерфилд уволился из компании EDF Energy, вознамерившись создавать малобюджетные фильмы ужасов. Придя в киноиндустрию, он за два года снял 36 художественных фильмов.
1 января 2022 года повесть «Винни-Пух» 1926 года стала общественным достоянием в США. Вскоре после этого компания Jagged Edge Productions анонсировала слэшер по мотивам повести, «Винни-Пух: Кровь и мёд», режиссёром, сценаристом и сопродюсером (наряду со Скоттом Джеффри) которого выступил Фрейк-Уотерфилд. После анонса ленты последовало множество дискуссий и разногласий как со стороны широкой публики, так и среди фанатов Винни-Пуха. Фрейк-Уотерфилд говорил, что ему и остальным создателям «Крови и мёда» угрожали расправой и требовали отменить фильм. Картина вышла в кинопрокат в США 15 февраля 2023 года и получила крайне отрицательные отзывы; несмотря на это, фильм собрал в прокате более 7 млн долларов при бюджете менее чем в 100 тысяч долларов. Вслед за этим Фрейк-Уотерфилд объявил о разработке сиквела, — «Винни-Пух: Кровь и мёд 2», — бюджет которого больше чем у первой части в 10 раз, а также анонсировал киновселенную, частью которой стали фильмы ужасов «Бэмби. Лесной кошмар» (по мотивам романа «Бемби»), «Питер Пэн. Кошмар в Нетландии» (по мотивам повести «Питер и Венди») и «Пиноккио: Развязный» (по мотивам сказки «Приключения Пиноккио»); в неё также входят «Кровь и мёд» и «Кровь и мёд 2». Также Рис хотел бы в будущем снять фильмы о Торе, Телепузиках и Черепашках-ниндзя.
Рис Фрейк-Уотерфилд владеет компанией Dark Abyss Productions, где совместно со Скоттом Джеффри пишет сценарии, режиссирует и продюсирует фильмы под именем Тайлер Джеймс (англ. Tyler James). Среди его режиссёрских работ — «Ужас Лох-Несса» (англ. The Loch Ness Horror), «Небесный монстр» (англ. Sky Monster), «Тюрьма для динозавров» (англ. Dinosaur Prison), «Смертельные воды» (англ. Deadly Waters) и «Монстрнадо» (англ. Monsternado). Продюсерские работы: «Три слепых мышки» (англ. Three Blind Mice), «У Мэри был ягнёнок» (англ. Mary Had a Little Lamb), «Змеиный отель» (англ. Snake Hotel), «Чужой. Вторжение» (англ. Alien Invasion), «Возвращение Панча и Джуди» (англ. Return of Punch) и «Яд медузы» (англ. Medusa’s Venom).

## Избранная фильмография
| Год  | Фильм                           | Режиссёр | Сценарист    | Продюсер | Монтажёр | Примечания                 | Ист.   |
| ---- | ------------------------------- | -------- | ------------ | -------- | -------- | -------------------------- | ------ |
| 2021 | Кровавая Мэри                   | Нет      | Нет          | Да       | Да       |                            | [ 19 ] |
| 2021 | Пасхальная резня                | Нет      | Нет          | Да       | Да       |                            | [ 19 ] |
| 2022 | Инцидент в Зоне-51              | Да       | Да           | Да       | Да       | также композитор           | [ 20 ] |
| 2022 | Ёлка-убийца                     | Да       | Да           | Да       | Да       | также автор декораций      | [ 20 ] |
| 2023 | Огненный торнадо                | Да       | Да           | Да       | Нет      | сорежиссёр — Скотт Джеффри | [ 20 ] |
| 2023 | Винни-Пух: Кровь и мёд          | Да       | Да           | Да       | Да       |                            | [ 3 ]  |
| 2024 | Винни-Пух: Кровь и мёд 2        | Да       | Автор сюжета | Да       | Да       |                            | [ 21 ] |
| 2025 | Пиноккио: Развязный             | Да       | Да           | Да       | Нет      |                            | [ 22 ] |
| 2026 | Пухвёрс: Монстры, объединяйтесь | Да       | Да           | Да       | Нет      |                            | [ 23 ] |

### Только продюсер
| Год  | Фильм                             | Ист.   |
| ---- | --------------------------------- | ------ |
| 2021 | Отель «Динозавр»                  | [ 19 ] |
| 2021 | Ярость дракона                    | [ 19 ] |
| 2021 | Легенда о Джеке и Джилл           | [ 20 ] |
| 2021 | Монстры войны                     | [ 20 ] |
| 2021 | Паук на чердаке                   | [ 20 ] |
| 2022 | Подношение                        | [ 20 ] |
| 2022 | Красота убивает                   | [ 20 ] |
| 2022 | Гнев Ван Хельсинга                | [ 20 ] |
| 2022 | Крокодилья месть                  | [ 19 ] |
| 2022 | Shockwaves                        | [ 20 ] |
| 2022 | Королевство динозавров            | [ 19 ] |
| 2022 | Проклятие Джека Фроста            | [ 20 ] |
| 2022 | Птеродактиль                      | [ 20 ] |
| 2022 | Отель «Динозавр» 2                | [ 20 ] |
| 2022 | Ярость дракона 2                  | [ 20 ] |
| 2022 | Возвращение Крампуса              | [ 20 ] |
| 2022 | Кровавая Мэри возвращается        | [ 20 ] |
| 2022 | Грозовой шторм                    | [ 20 ] |
| 2022 | Пасхальная резня 2: Кровавый след | [ 20 ] |
| 2025 | Питер Пэн. Кошмар в Нетландии     | [ 24 ] |
| 2025 | Бэмби. Лесной кошмар              | [ 25 ] |
| 2026 | Винни-Пух: Кровь и мёд 3          | [ 26 ] |

## Награды и номинации
| Год  | Награда          | Категория       | Номинированный фильм     | Результат | Ист.   |
| ---- | ---------------- | --------------- | ------------------------ | --------- | ------ |
| 2024 | «Золотая малина» | Худший фильм    | «Винни-Пух: Кровь и мёд» | Победа    | [ 27 ] |
| 2024 | «Золотая малина» | Худший режиссёр | «Винни-Пух: Кровь и мёд» | Победа    | [ 27 ] |
| 2024 | «Золотая малина» | Худший сценарий | «Винни-Пух: Кровь и мёд» | Победа    | [ 27 ] |